# Leonardo Sbaraglia
Leonardo Máximo Sbaraglia (* 30. června 1970 Buenos Aires, Argentina) je argentinský herec.
Ve filmu debutoval v roce 1986 ve snímku La Noche de los Lápices, krátce poté se představil i v televizi a do roku 1990 působil v seriálu Clave de sol. Významnou roli ztvárnil ve snímku Caballos salvajes, za svůj výkon v seriálu El Garante (1997) získal cenu Martína Fierra. V letech 1998–2008 žil ve Španělsku a objevoval se v tamních produkcích (např. film Intacto, za který získal cenu Goya), často koprodukovaných s Argentinou (např. snímek Cleopatra). Po návratu do Jižní Ameriky hrál v mnoha argentinských filmech a obnovil také svoje působení v televizi. Hrál například v seriálu Tajemná Calenda či v seriálu En terapia, za nějž dostal cenu Martína Fierra. V roce 2012 se představil také v americkém snímku Červená světla.